# Gander
Gander je kanadské město ležící v provincii Newfoundland a Labrador, na severovýchodě ostrova Newfoundland. Ve vzdálenosti přibližně 40 kilometrů severně od Ganderu se nachází Gander Bay a asi 90 kilometrů východním směrem se nachází Grand Falls-Windsor. Při jihozápadním okraji Ganderu se nachází stejnojmenné jezero. Ve městě k roku 2011 žilo celkem 11 054 obyvatel. V Ganderu dále působí vojenská letecká základna. Některé ulice ve městě nesou jména významných letců.

## Transatlantický letecký provoz
Nachází se zde také mezinárodní letiště, které bývalo zastávkou na transatlantických letech. Jeden z takových letů, číslo 523 Československých aerolinií (ČSA) se dne 5. září 1967 krátce po startu zřítil. Na palubě letounu Iljušin Il-18 se nacházelo 61 cestujících a osm členů posádky. Celkem 33 cestujících a polovina členů posádky neštěstí přímo nepřežili. Další čtyři osoby pak svým zraněním podlehly v nemocnicích.
Dne 11. září 2001 po kompletním uzavření amerického leteckého prostoru bylo na místním letišti uzemněno 38 civilních a 4 vojenských transatlantických letů. Celkem 6000 pasažérů bylo po dobu pěti dnů odkázáno na pohostinnost místní komunity.

## Osobnosti
Ke zdejším rodákům patří herečka Sara Canningová.